# HD 96735
HD 96735, TOI-1799 — одиночная звезда в созвездии Большой Медведицы на расстоянии приблизительно 200 световых лет (около 61,7 парсек) от Солнца. Визуальная звёздная величина звезды — +8,98m.
Вокруг звезды обращается, как минимум, одна планета.

## Характеристики
HD 96735 — жёлто-белая звезда спектрального класса F8. Масса — около 0,94 солнечной, радиус — около 0,961 солнечного, светимость — около 0,844 солнечной. Эффективная температура — около 5613 K.

## Планетная система
В 2024 году группой астрономов было объявлено об открытии планеты TOI-1799 b.
В 2019 году учёными, анализирующими данные проектов Hipparcos и Gaia, у звезды обнаружена планета HIP 54491 c.